# 雷雷雷
『雷雷雷』（らいらいらい）は、ヨシアキによる日本の漫画。『裏サンデー』（小学館）および『マンガワン』（小学館）において、2023年8月18日から連載中。地球外生命体と融合した少女の日常が変わっていくSFアクションコメディである。「このマンガがすごい！2025」オトコ編では7位に選出された。

## 沿革
2023年8月18日に『裏サンデー』（小学館）および『マンガワン』（小学館）において連載が開始した。単行本第4巻の発売時には、『月刊サンデージェネックス』（小学館）で連載されている田村隆平の漫画『COSMOS』とのコラボフェアが開催された。

## あらすじ
人類がエイリアンとの戦争に勝利してから50年後のある日、UFOに攫われた市ヶ谷スミレは宇宙害獣のダスキンと融合させられたことで、体に強大な力を宿してしまう。スミレはこの力を見込まれ、ライデン社の対宇宙害獣組織である雷伍特務部隊に所属することになる。

## 登場人物
市ヶ谷 スミレ（いちがや スミレ）
宇宙害蟲駆除会社で勤務する18歳の少女。エイリアンによってダスキンと融合させられる。自身に宿った強大な力を見込まれ、ライデン社の雷伍特務部隊に所属する。
ダスキン
エイリアンによってスミレと融合した宇宙害獣。人間と意思疎通ができる。首を切り落とされた後にスミレと分裂する。
狭山 ハヅキ（さやま ハヅキ）
ライデン社雷伍特務部隊副隊長。監視役としてスミレと同居する。
石動 デンスケ（いするぎ デンスケ）
ライデン社社長。スミレを社員に引き入れる。
神保 ハルヒコ（じんぼ ハルヒコ）
ライデン社雷伍特務部隊隊長。
朝霧 ソウスケ（あさぎり ソウスケ）
ライデン社雷伍特務部隊隊員。

## 制作
作者のヨシアキは元々UFOやUMAなどを扱うテレビ番組が好きであったことから、エイリアンを題材とした本作を制作した。

## 評価
ライターのキットゥン希美は、「少女たちの気の抜けるコミカルな掛け合いと、迫力のあるアクションを同時に楽しめる」ことが本作の魅力だと述べている。ライターのちゃんめいは、比較的暗く重いストーリーであるにもかかわらず、スミレのユニークなキャラクター性のおかげで「爽快感のあるポップな」作品になっていると評している。『このマンガがすごい！』は、凄惨なアクションシーンが躍動感のあるアングルやテンポの良さ、気の抜けたセリフや効果音によってコミカルに見えるようになる点を称賛している。
「このマンガがすごい！2025」オトコ編では7位に選出された。「全国書店員が選んだおすすめコミック2025」では12位に選出された。

## 書誌情報
- ヨシアキ『雷雷雷』小学館〈裏少年サンデーコミックス〉、既刊5巻（2025年6月12日現在）
  1. 2023年11月17日発売[10]、ISBN 978-4-09-853001-4
  2. 2024年4月18日発売[11]、ISBN 978-4-09-853214-8
  3. 2024年9月11日発売[12]、ISBN 978-4-09-853587-3
  4. 2025年1月17日発売[13]、ISBN 978-4-09-853802-7
  5. 2025年6月12日発売[14]、ISBN 978-4-09-854146-1